# رافاييلي بالادينو
رافاييلي بالادينو (Raffaele Palladino) (مونيانو بمقاطعة نابولي، 17 أبريل 1984) لاعب كرة قدم إيطالي، يلعب حاليا في نادي يوفنتوس.

## روابط خارجية
- رافاييلي بالادينو على موقع الاتحاد الأوربي (الإنجليزية)
- رافاييلي بالادينو على موقع قاعدة بيانات كرة القدم.إي يو (الإنجليزية)
- رافاييلي بالادينو على موقع ناشيونال فوتبول تيمز (الإنجليزية)
- رافاييلي بالادينو على موقع Soccerway.com (الإنجليزية)
- رافاييلي بالادينو على موقع عالم كرة القدم.نت (الإنجليزية)
- رافاييلي بالادينو على موقع كووورة
- رافاييلي بالادينو على موقع AS.com (الإسبانية)